# Coit Tower

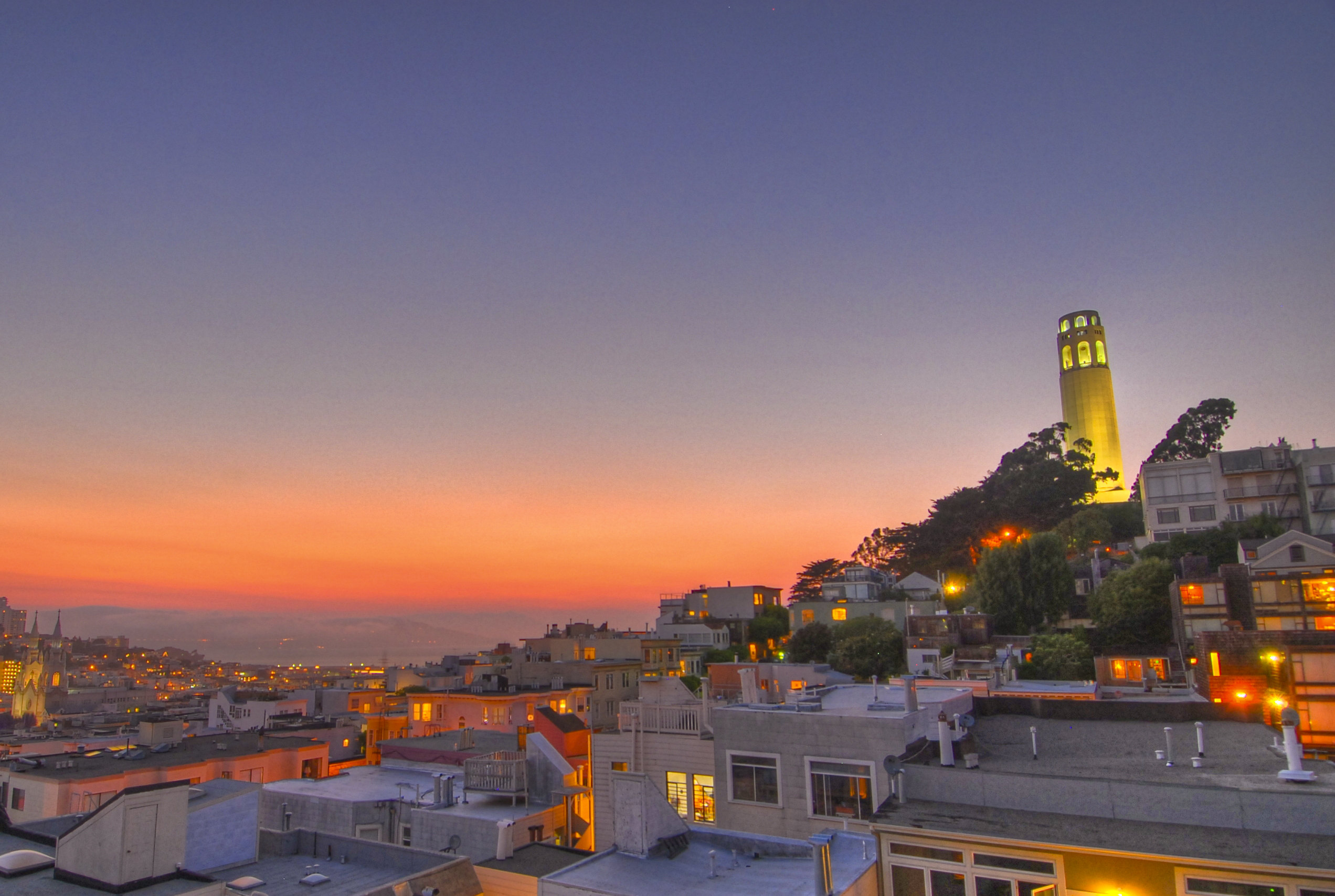
Coit Tower o zachodzie słońca.

Tower Coit – jeden z symboli miasta San Francisco. Wieża została zbudowana na szczycie wzgórza w dzielnicy Telegraph Hill w 1933. Sponsorem budowy była Lillie Hitchcock Coit, która budowlą tą chciała upiększyć San Francisco. Lillie zapisała na ten cel w swoim testamencie jedną ze swoich posiadłości. W wolnym tłumaczeniu odpowiedni zapis w jej testamencie brzmi: "wydajcie je w odpowiedni sposób w celu upiększenia miasta - miasta, które zawsze kochałam."
W przeciwieństwie do popularnej opinii, wieża nie została zaprojektowana na wzór dyszy węża strażackiego. Opinia ta utrzymuje się m.in. dlatego, że Lillie Hitchcock Coit była zwązana ze strażakami z San Francisco, a szczególnie z Knickerbocker Engine Company Number 5. Mimo to architekci projektujący wieżę twierdzili, że nie mieli tego faktu na uwadze. Natchnieniem do projektu Coit Tower mógł być natomiast pobyt projektantów w Europie, gdzie zobaczyli estetycznie zaprojektowaną elektrownię Battersea i jej charakterystyczne kominy, których koncepcję przenieśli następnie w realia San Francisco.
Wieża jest wybudowana w stylu art déco, jej wysokość to 64 metry (210 stóp), wzmocniona jest żelbetem, została zaprojektowana przez architektów Arthura Browna, Jr. i Henry'ego Howarda. Znajdują się w niej freski 26 artystów.
Wieżę wpisano do rejestru National Register of Historic Places.

## Malowidła
W Coit Tower znajdują się malowidła ścienne stworzone między innymi przez hiszpańskiego artystę José Moya del Piño, które przedstawiają sceny znad zatoki San Francisco, artysta ten swego czasu mieszkał w rejonie tejże zatoki. Większość malowideł ściennych jest wykonanych jako freski, jednak obok nich możemy znaleźć prace stworzone na brezencie, czy też techniką malarstwa temperowego. Na schodach spiralnych prowadzących na platformę widokową u szczytu wieży, przeważają freski o tematyce lewicowej oraz społeczne tematy związane z wielkim kryzysem i socjalistycznymi ruchami politycznymi w USA. Większość malowideł ściennych jest otwarta dla turystów bez opłaty podczas godzin otwarcia obiektu, jednak władze San Francisco przymierzają się do wprowadzenia opłat.

## Widok
Wieża widokowa jest ustawiona w najwyższej części osiedla Telegraph Hill w Pioneer Park, przez co oferuje fantastyczny widok na miasto San Francisco wliczając między innymi most Golden Gate, Maritime National Historical Park, Alcatraz, Pier 39, most Bay Bridge, Russian Hill, Financial District, Lombard Street i Nob Hill.

## Dojazd
Z powodu stromości wzgórza na którym znajduje się Coit Tower, na szczyt można dostać się jedynie jedną drogą, a mianowicie Boulevard Hill Telegraph, a ponieważ Coit Tower jest popularną atrakcją turystyczną, zwłaszcza w okresie wakacyjnym ulica często jest zatarasowana i zakorkowana samochodami turystów chcącymi dostać się pod samą wieżę na wzgórzu, gdzie miejsc parkingowych jest niespełna kilkanaście, przez co wjechanie na szczyt zajmuje 40 min. a czasem nawet więcej. Taki stan sprawie że wielu kierowców decyduje się na zawrócenie na drodze podjazdowej, tym samym łamiąc przepisy - taki manewr na tym odcinku jest zabroniony. Departament miasta San Francisco do spraw ruchu ulicznego chcąc wyeliminować ten problem chce zabronić parkowania na szczycie jak i na odcinku drogi łączącej go z resztą miasta, jednak jak na razie nie podjęto żadnych konkretnych decyzji.
Pieszo do Coit Tower możemy się dostać poprzez system drewnianych i betonowych schodków i ścieżek, zwanych Filbert Steps, które prowadzą na szczyt wzgórza z różnych kierunków. Często schody te cechują się znaczną stromością.
Ulica Boulevard Hill Telegraph łączy Coit Tower z Lombard Street, inną popularną atrakcją turystyczną.

## Coit Tower w mediach
- W książce "On the road" Jacka Kerouacka Coit Tower ukazana jest jako jeden z symboli San Francisco: "To było Frisco; piękne kobiety stające w białych drzwiach, czekając na ich mężczyzn; Tower Coit, Embarcadero i Street Market i jedenaście zatłoczonych wzgórz."
- W filmie Strażnik prawa Kate Moore nazywa wieżę "stosunkiem przerywanym", gdyż jak twierdzi wygląda ona bardzo fallicznie.
- W filmie A Dirty Job Christophera Moore'a pojawia się także wątek fallicznego kształtu wieży.
- Coit Tower pojawia się w grach Destroy All Humans 2, Manhunter 2: San Francisco i Driver: San Francisco.

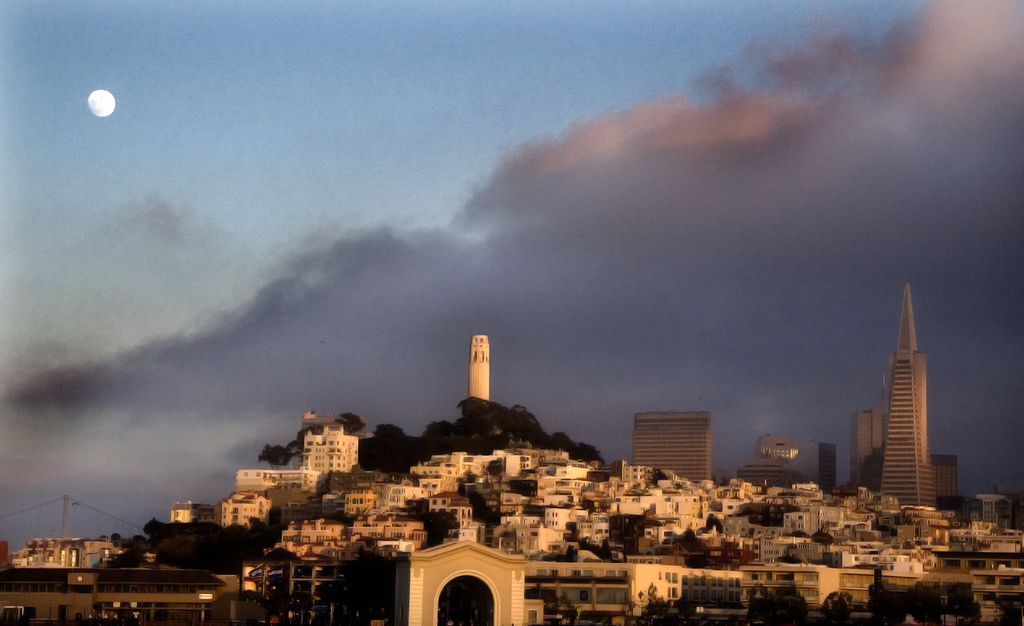
Widok na Telegraph Hill oraz Coit Tower
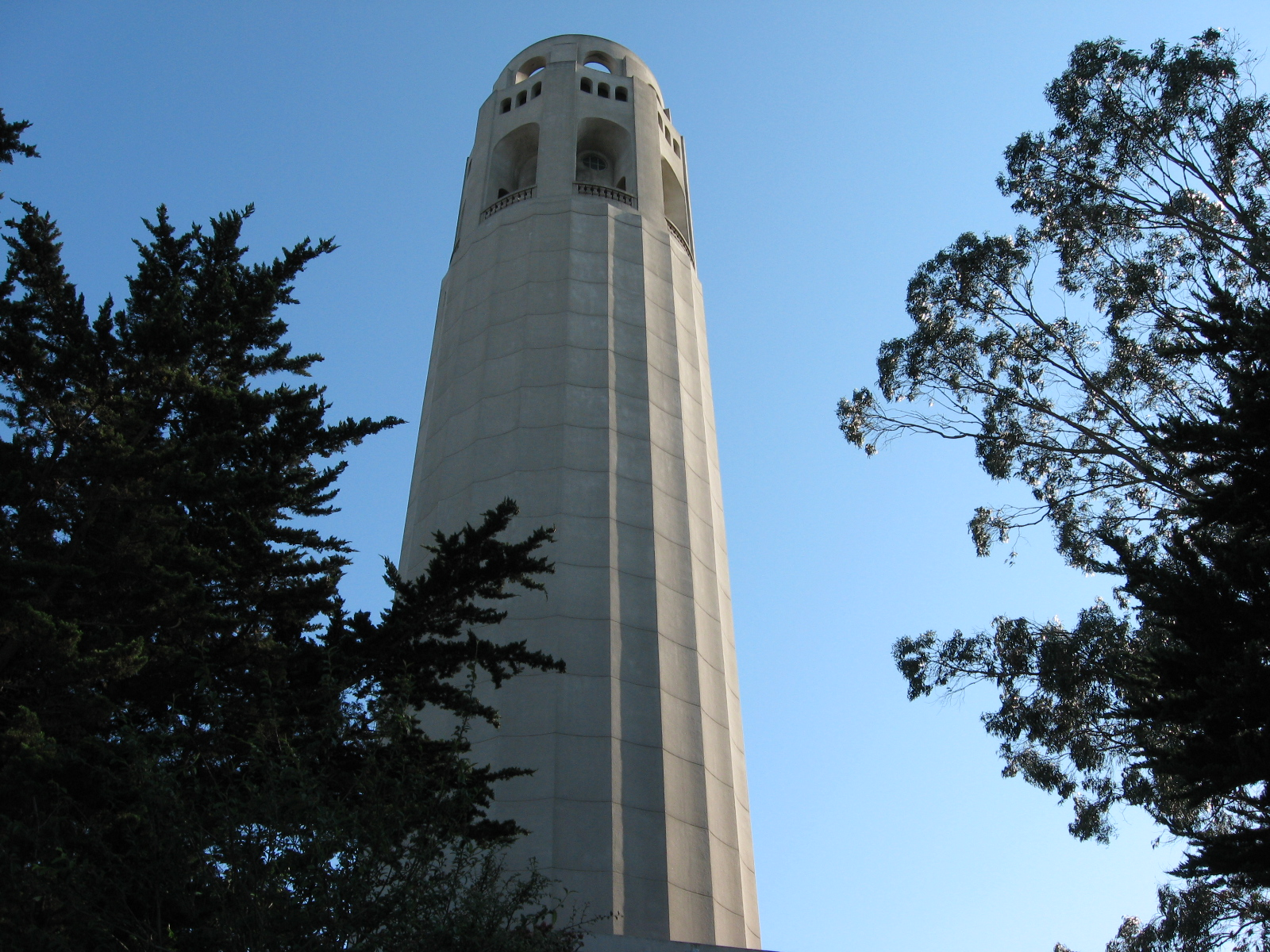
Coit Tower widziana od Greenwich i Telegraph Hill Boulevard
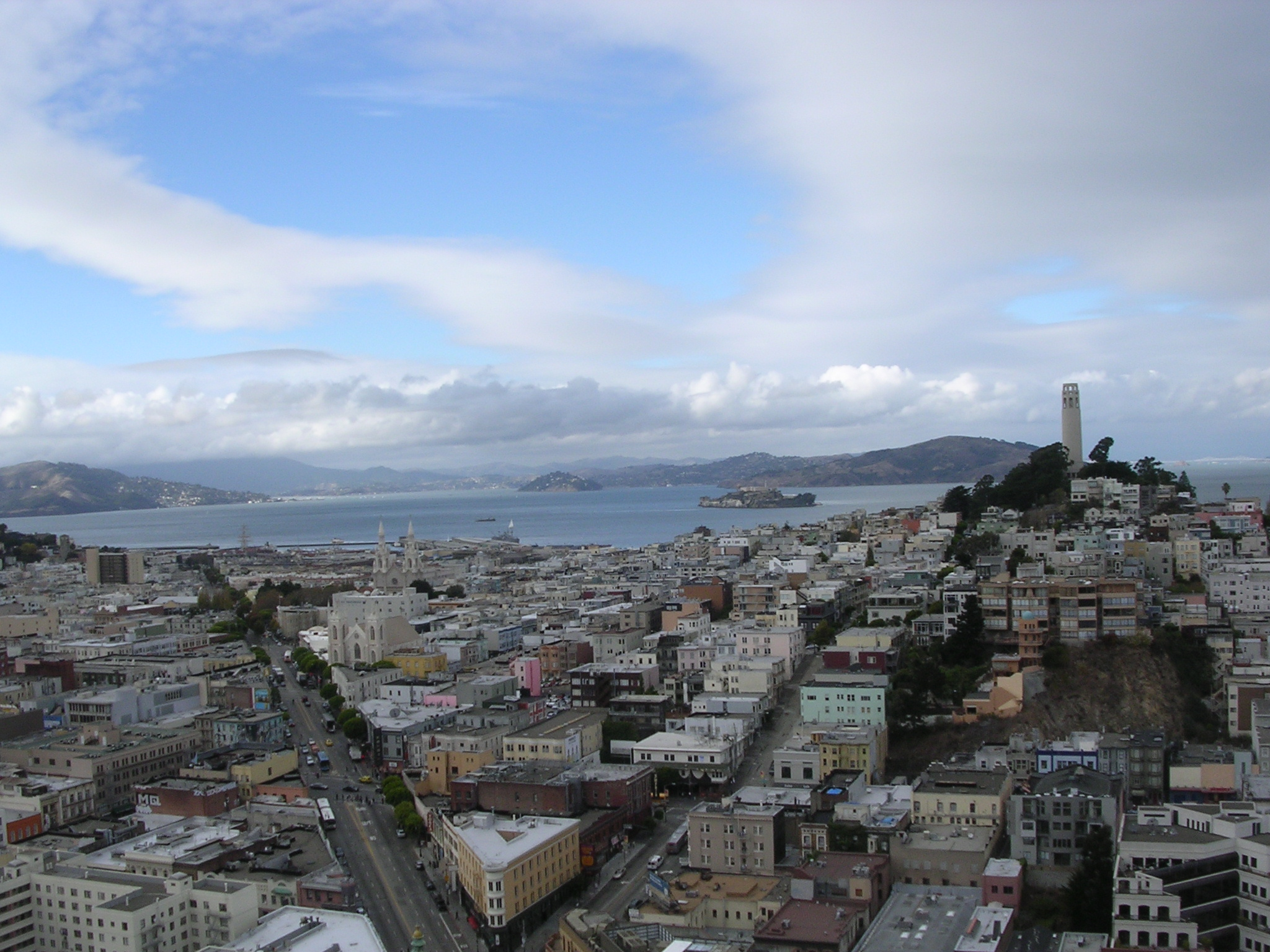
widok na Coit Tower i Alcatraz
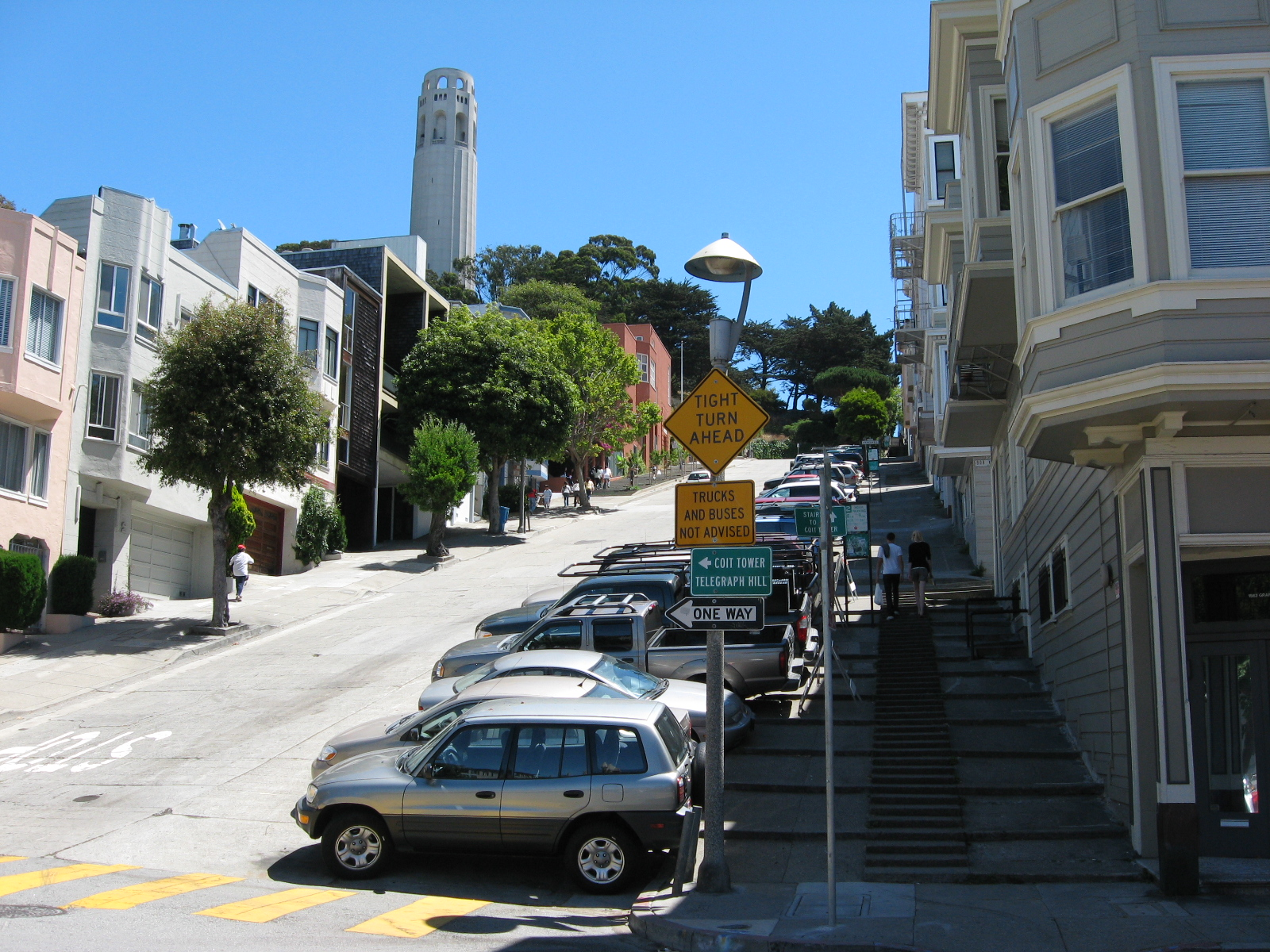
Jedne ze schodów Filbert Steps prowadzące w kierunku wieży